# Ferrari 150° Italia
Ferrari 150° Italia (predhodno poimenovan Ferrari F150th Italia in Ferrari F150) je Ferrarijev dirkalnik za sezono 2011 Svetovnega prvenstva Formule 1. Fernando Alonso in Felipe Massa sta z njim za moštvo osvojila tretje mesto v konstruktorskem prvenstvu z eno zmago in še devetimi uvrstitvami na stopničke. Poimenovan je po 150-letnici združitve Italije. 

## Princip delovanja
Dirkalnik je izdelani iz lahkih (karbonskih vlaken), načeloma negorljivih in vzdržjivih materialov. Tako ima dirkalnik skupaj z dirkačem pičlih 640 kg. Ferrari 150° Italia poganja motor Ferrari V8 Type 056. Motor ima 8 vajev in skupno prostornino 2398 ccm.Teža samega motorja je le 95 kg. Moč motorja se preko polavtomatskega sekvenčnega 7 stopenjskega menjalnika prenaša na zadnja pogonska kolesa. Hitrost vrtljajev motorja je omejena na 18 000 vrtljajev na minuto. Kar omogoča da dirkalnik dosega hitrosti preko 300 km/h.

## Popolni rezultati Formule 1
(legenda) (odebeljene dirke pomenijo najboljši štartni položaj, poševne pa najhitrejši krog)
| Leto | Moštvo                    | Motor          | Gume | Dirkača | 1   | 2   | 3   | 4   | 5   | 6   | 7   | 8  | 9  | 10  | 11  | 12  | 13  | 14  | 15  | 16  | 17  | 18  | 19  | Toč | Prv |
| ---- | ------------------------- | -------------- | ---- | ------- | --- | --- | --- | --- | --- | --- | --- | -- | -- | --- | --- | --- | --- | --- | --- | --- | --- | --- | --- | --- | --- |
| 2011 | Scuderia Ferrari Marlboro | Ferrari 056 V8 | P    |         | AVS | MAL | KIT | TUR | ŠPA | MON | KAN | EU | VB | NEM | MAD | BEL | ITA | SIN | JAP | KOR | IND | ABU | BRA | 375 | 3.  |
| 2011 | Scuderia Ferrari Marlboro | Ferrari 056 V8 | P    | Alonso  | 4   | 6   | 7   | 3   | 5   | 2   | Ret | 2  | 1  | 2   | 3   | 4   | 3   | 4   | 2   | 5   | 3   | 2   | 4   | 375 | 3.  |
| 2011 | Scuderia Ferrari Marlboro | Ferrari 056 V8 | P    | Massa   | 7   | 5   | 6   | 11  | Ret | Ret | 6   | 5  | 5  | 5   | 6   | 8   | 6   | 9   | 7   | 6   | Ret | 5   | 5   | 375 | 3.  |